# Peach Panther
Peach Panther è il secondo album in studio del rapper statunitense Riff Raff.
L'album è stato pubblicato il 24 giugno 2016 dalle etichette Neon Nation Corporation (di proprietà dello stesso Riff Raff) e BMG Rights Management. La distribuzione è invece stata gestita dalla Warner Music.
La tracklist e le collaborazioni erano state svelate dallo stesso rapper il 5 giugno precedente.
Il primo singolo dell'album è stato Carlos Slim, il cui video musicale è stato pubblicato il 16 maggio dello stesso anno.
| Recensione | Giudizio |
| ---------- | -------- |
| AllMusic   | [ 4 ]    |
| HipHopDX   | 2.4/5    |

## Tracce[6]
1. Peach Panther (Freestyle) – 2:43 (musica: Dante "PrimoBeats" Primo)
2. Carlos Slim – 3:04 (musica: Cash Fargo)
3. Only in America – 3:17 (musica: Top Secret Productions)
4. 4 Million – 3:04 (musica: Top Secret Productions)
5. Chris Paul – 3:20 (musica: Top Secret Productions)
6. Syrup Sippin' Assassin – 2:45 (musica: DJA)
7. All I Ever Wanted (feat. DollaBillGates) – 3:18 (musica: Top Secret Productions)
8. I Drive By (feat. Gucci Mane & Danny Brown) – 3:36 (musica: Sharptasic)
9. Mercedez (feat. G-Eazy & J. Doe) – 2:27 (musica: Juice 808)
10. Don't Like to Think (feat. Problem) – 3:17 (musica: Mike and Keys)
11. Shout out to the Bay (feat. King Chip) – 2:29 (musica: Young L)
12. Betcha' Didn't Know (feat. Lil Durk) – 3:09 (musica: FKi 1st)

## Classifiche settimanali
| Classifica (2016)         | Posizione massima |
| ------------------------- | ----------------- |
| US Billboard 200          | 69                |
| US Top R&B/Hip-Hop Albums | 3                 |